# Kuća Marić u Hvaru
Kuća Marić, u gradiću Hvaru, Braće Bibić 11, zaštićeno kulturno dobro.

## Opis dobra
Gotičko-renesansna dvokatnica sa stambenim potkrovljem, sagrađena je u XVI. stoljeću u Burgu. Smještena je na južnom obodu bloka. Samo je južno pročelje otvoreno, dok su ostala pročelja zatvorena u bloku. Zaključena je dvovodnim krovom. Uz stilske detalje na pročelju odlikuje se i kamenim namještajem u interijeru.

## Zaštita
Pod oznakom Z-5154 zavedena je kao nepokretno kulturno dobro - pojedinačno, pravna statusa zaštićena kulturnog dobra, klasificirano kao "stambene građevine".